# Ungererstraße
Die Ungererstraße ist eine etwa 3,3 km lange Straße im Münchner Stadtteil Schwabing. Sie ist benannt nach August Ungerer.

## Beschreibung
Sie führt (parallel zum Englischen Garten) von der Leopoldstraße an der Münchner Freiheit in nordöstlicher Richtung vorbei am Ungererbad und dem Nordfriedhof nach Freimann an der Studentenstadt vorbei bis zur Kreuzung mit dem Frankfurter Ring/Föhringer Ring am sog. Tatzelwurm, einem Brückenbauwerk zur Auf- und Abfahrt für die A9. Ab dort führt die Straße als Situlistraße weiter in Richtung Norden und wird später zur Freisinger Landstraße.
In der Ungererstraße 15 liegt die evangelische Erlöserkirche, in der Ungererstr. 187 liegt die katholische Kirche St. Allerheiligen, in der Ungererstraße 131 die Griechisch-Orthodoxe Metropolie - Allerheiligenkirche. Im nördlichen Teil liegt etwas abseits westlich der Straße der Neue Israelitische Friedhof.
An der Ungererstraße liegen die U-Bahn-Haltestellen Dietlindenstraße, Nordfriedhof, Alte Heide und Studentenstadt der Linie U6.
An der Ungererstraße liegen 30 Baudenkmäler, siehe: Liste der Baudenkmäler in Schwabing

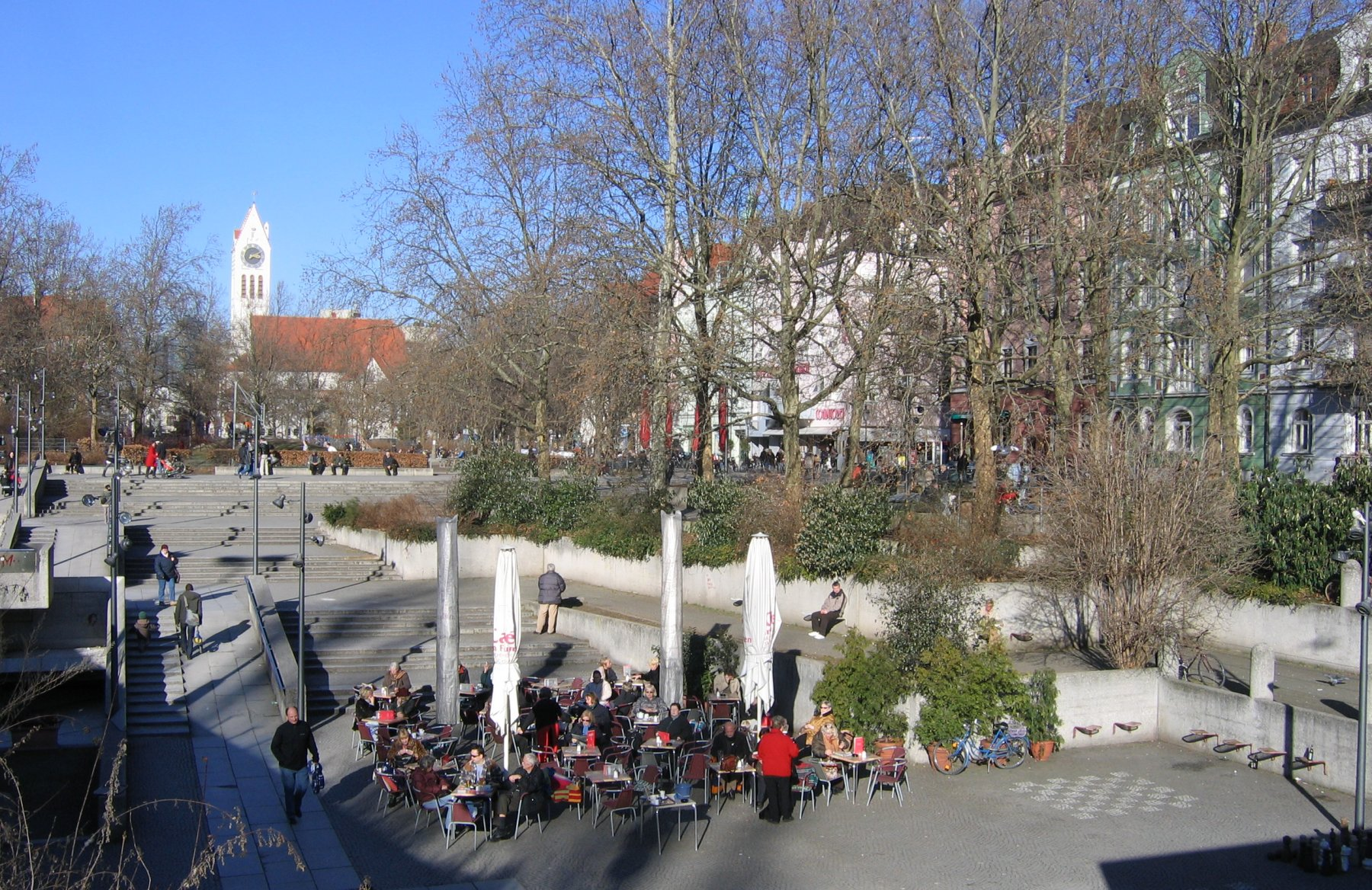
Münchner Freiheit
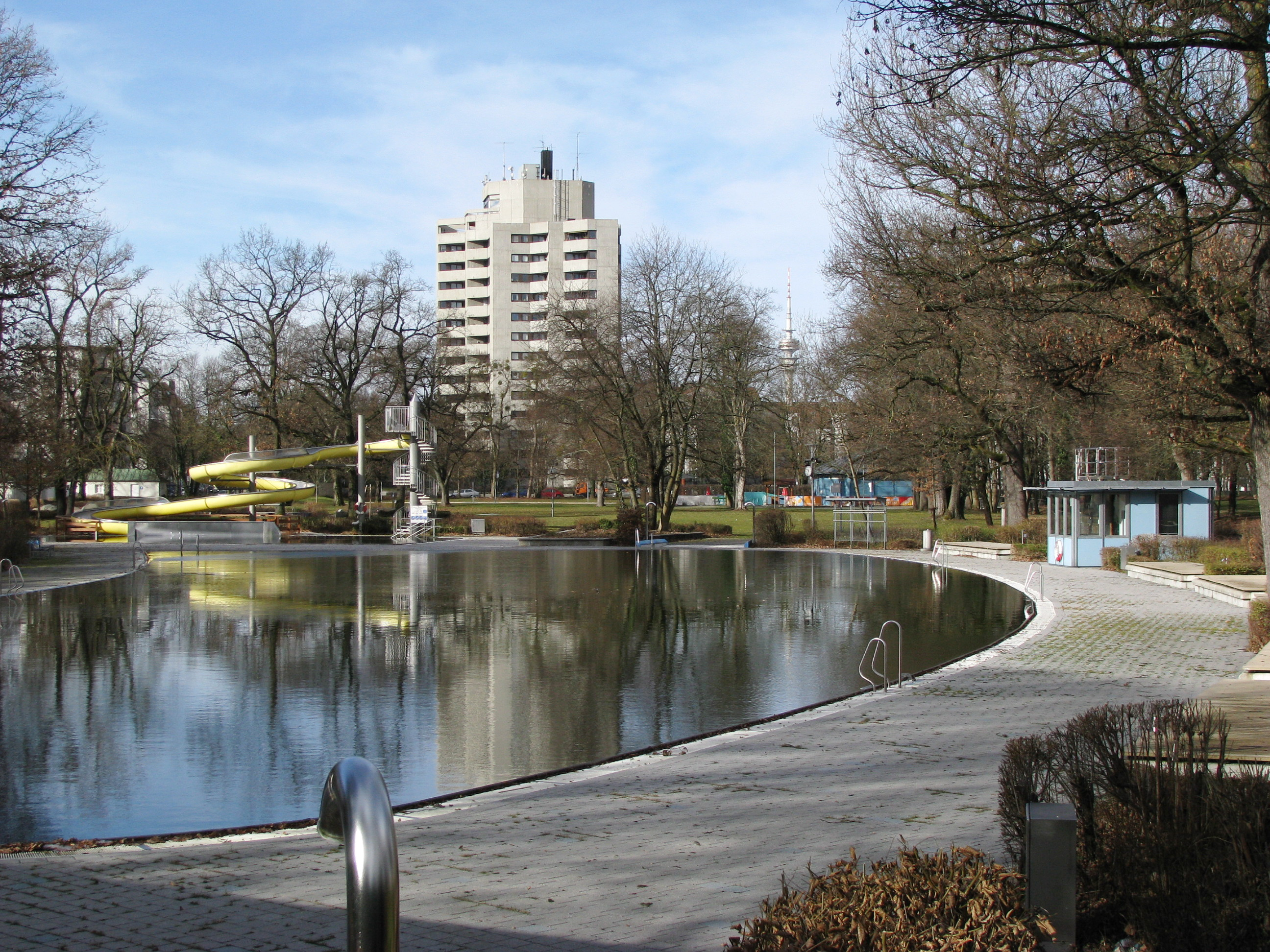
Ungererbad
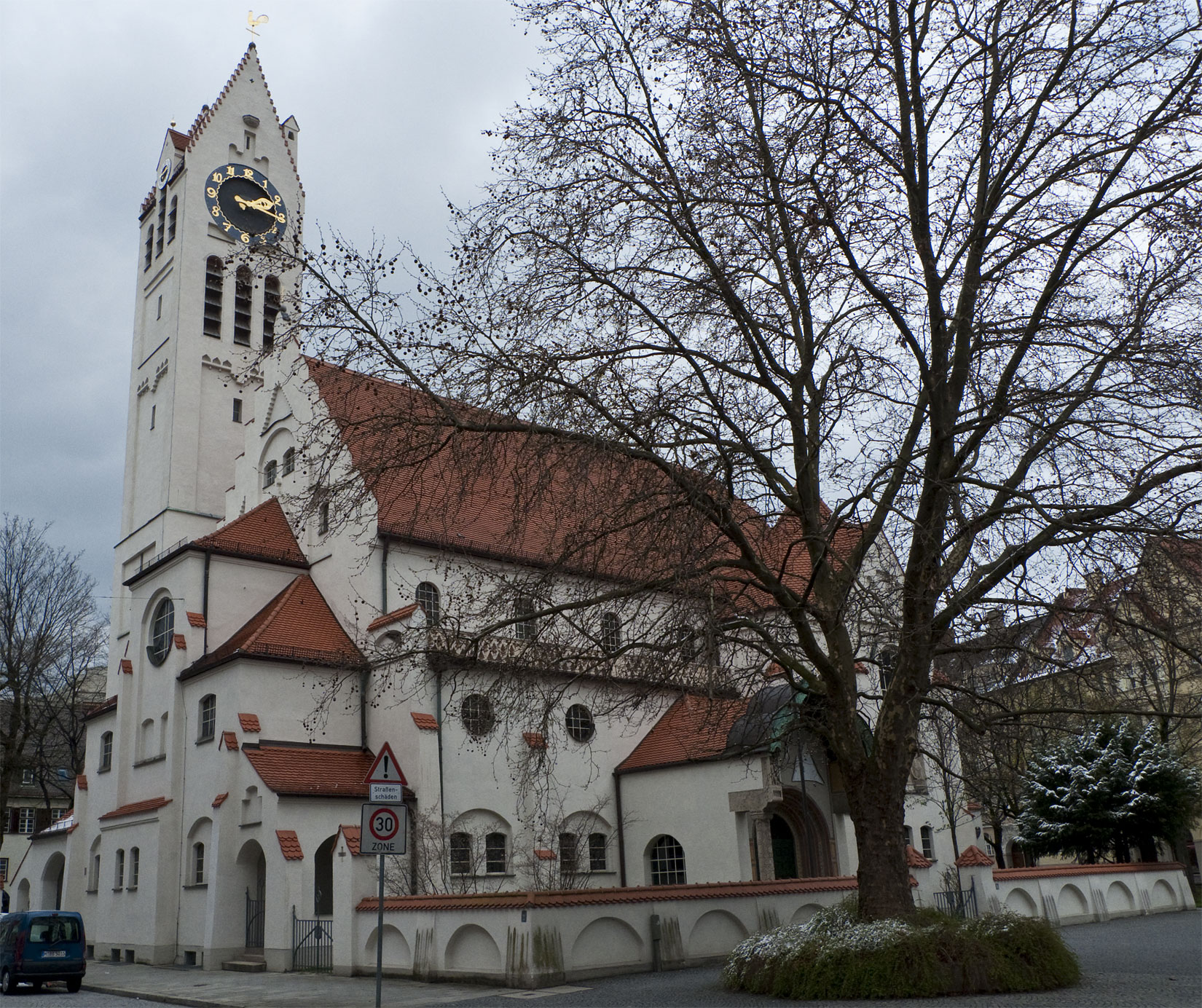
Erlöserkirche
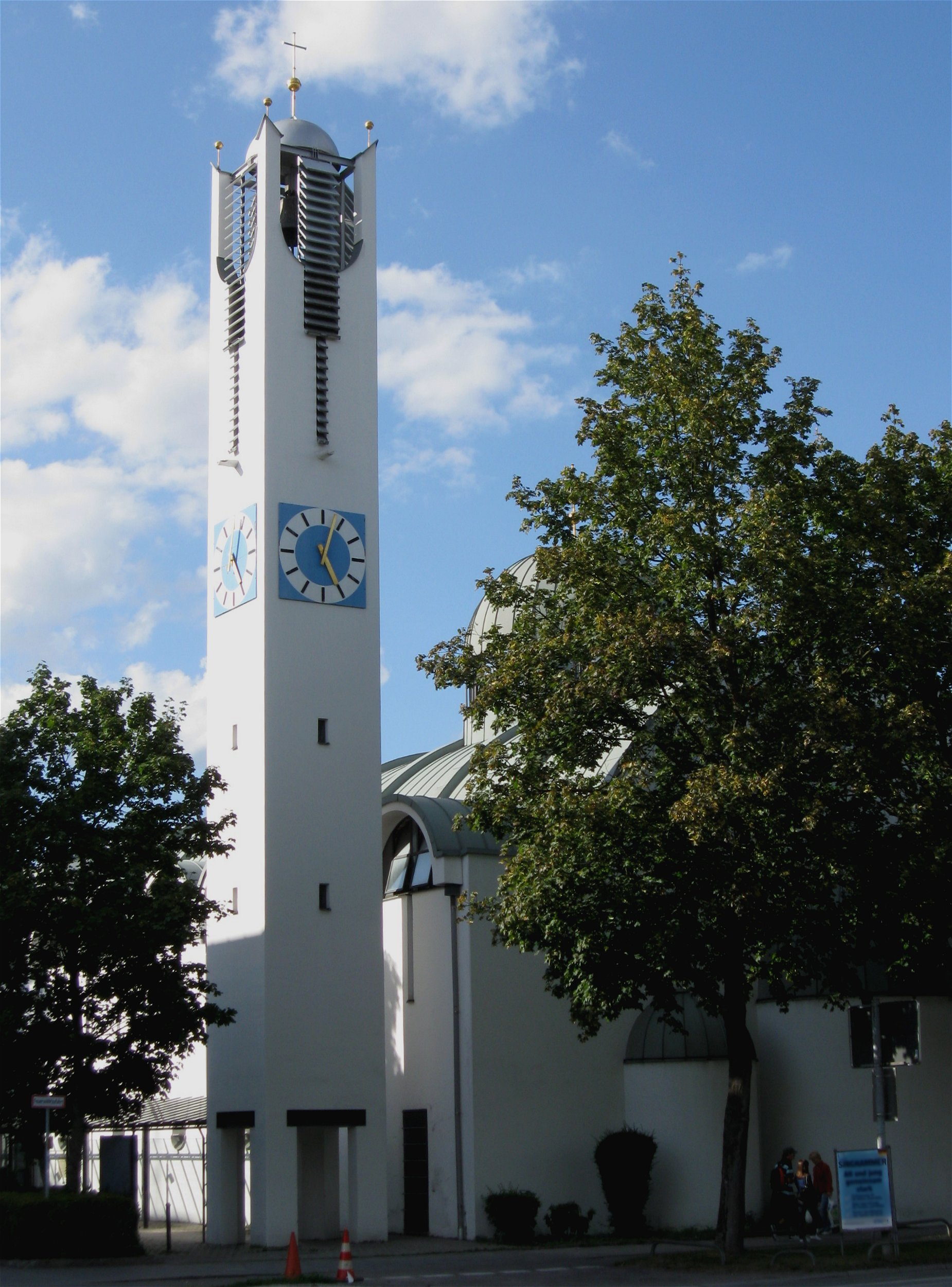
Griechisch-orthodoxe Allerheiligenkirche
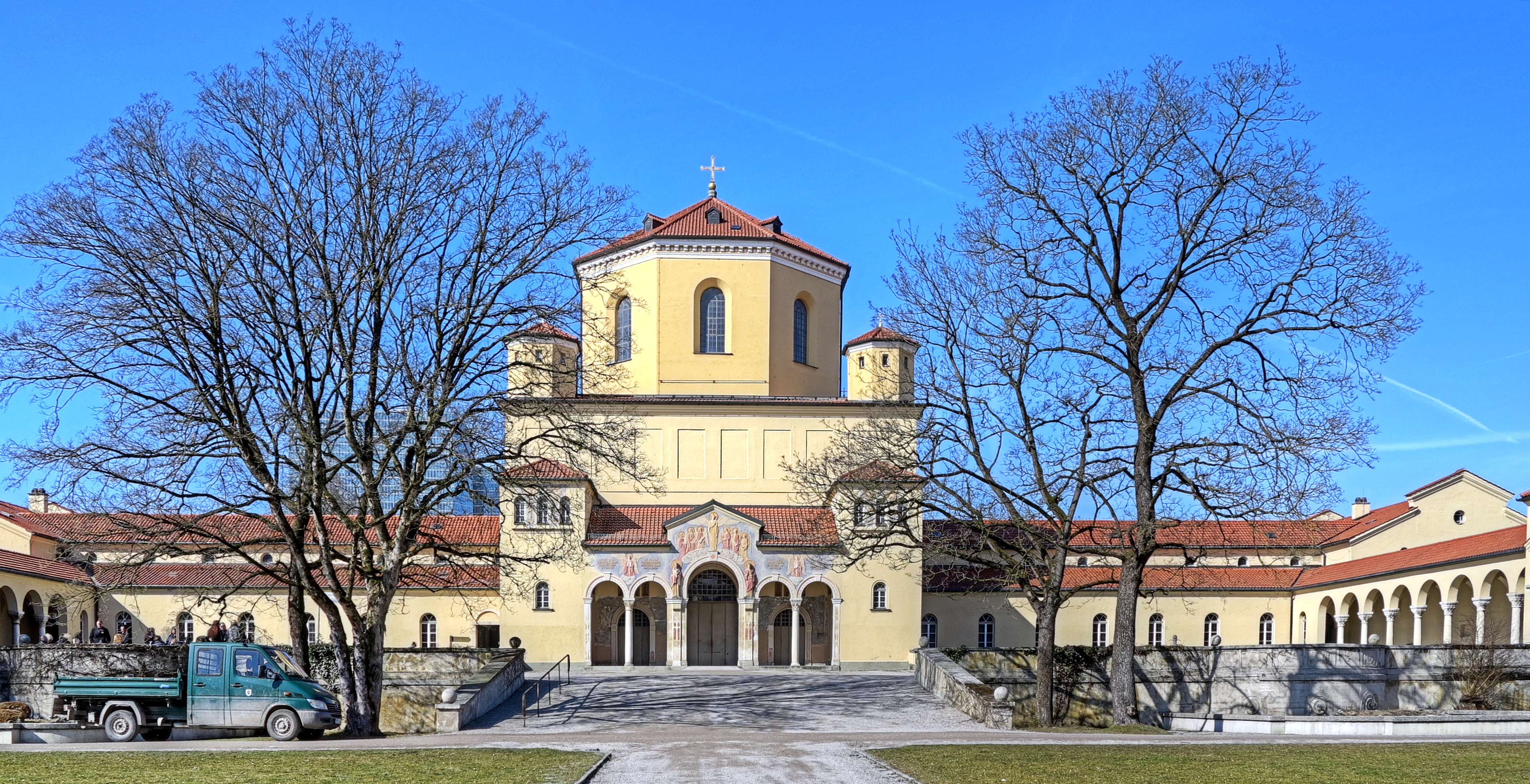
Nordfriedhof
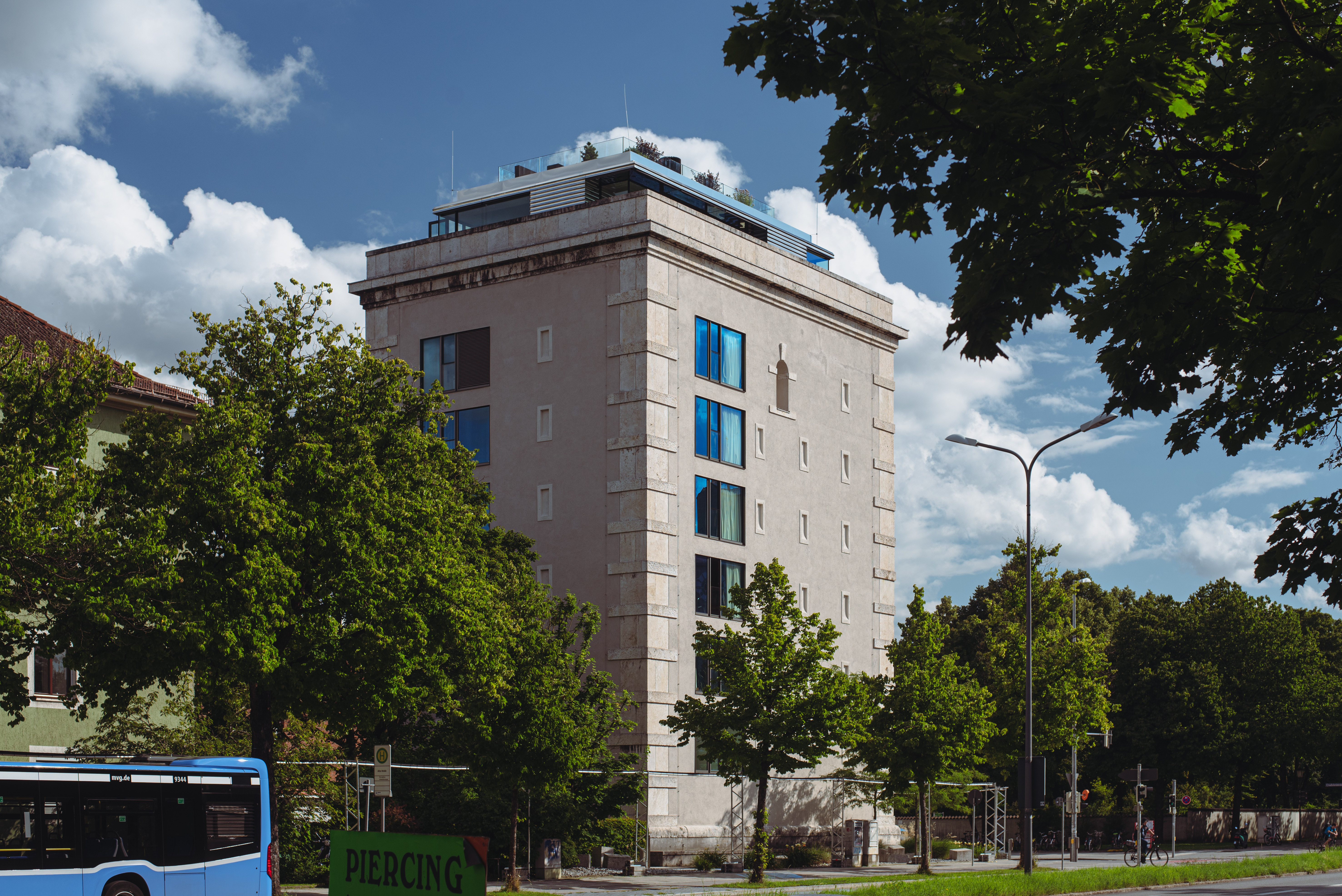
Hochbunker Ungererstraße
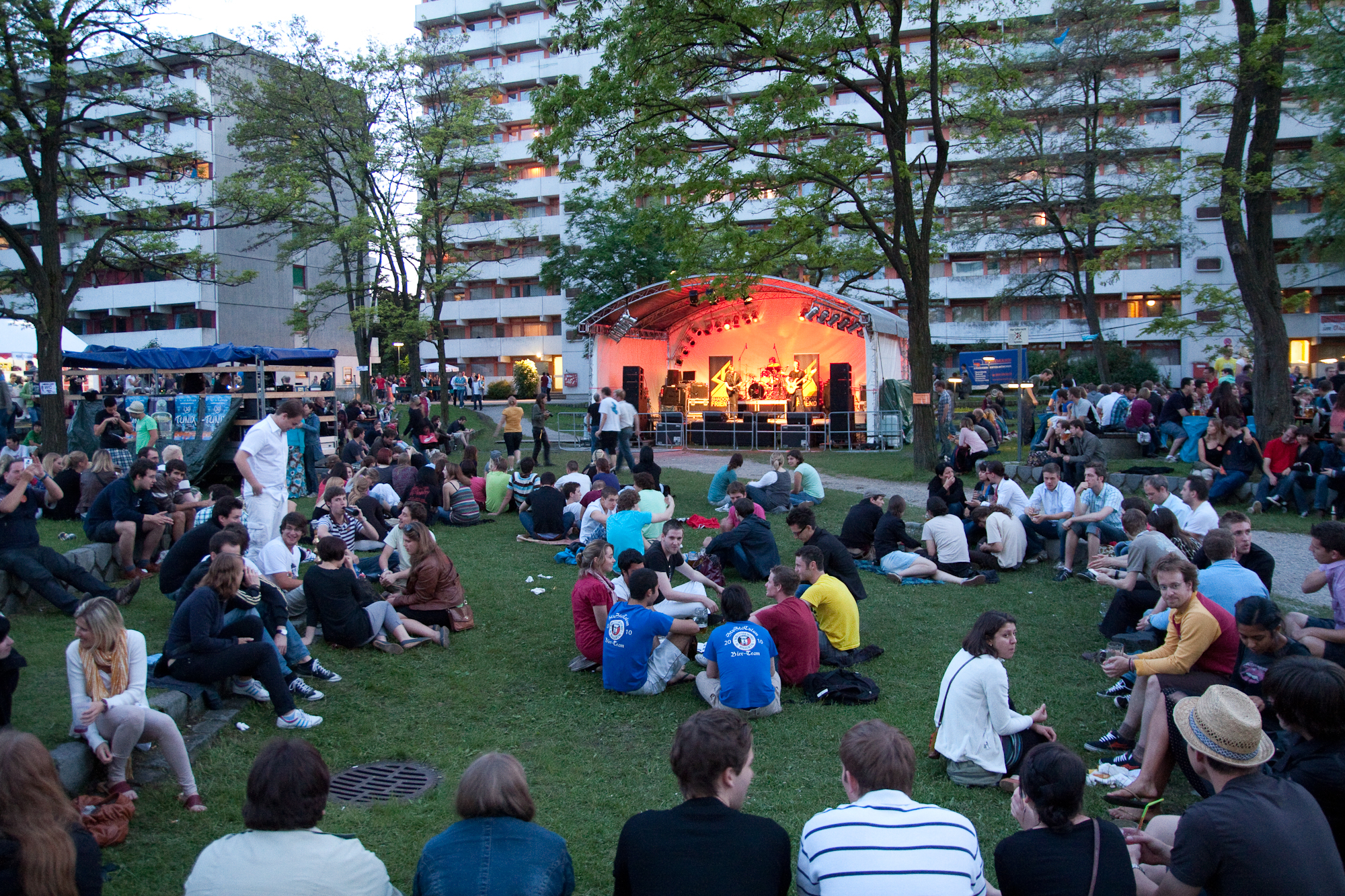
Studentenstadt
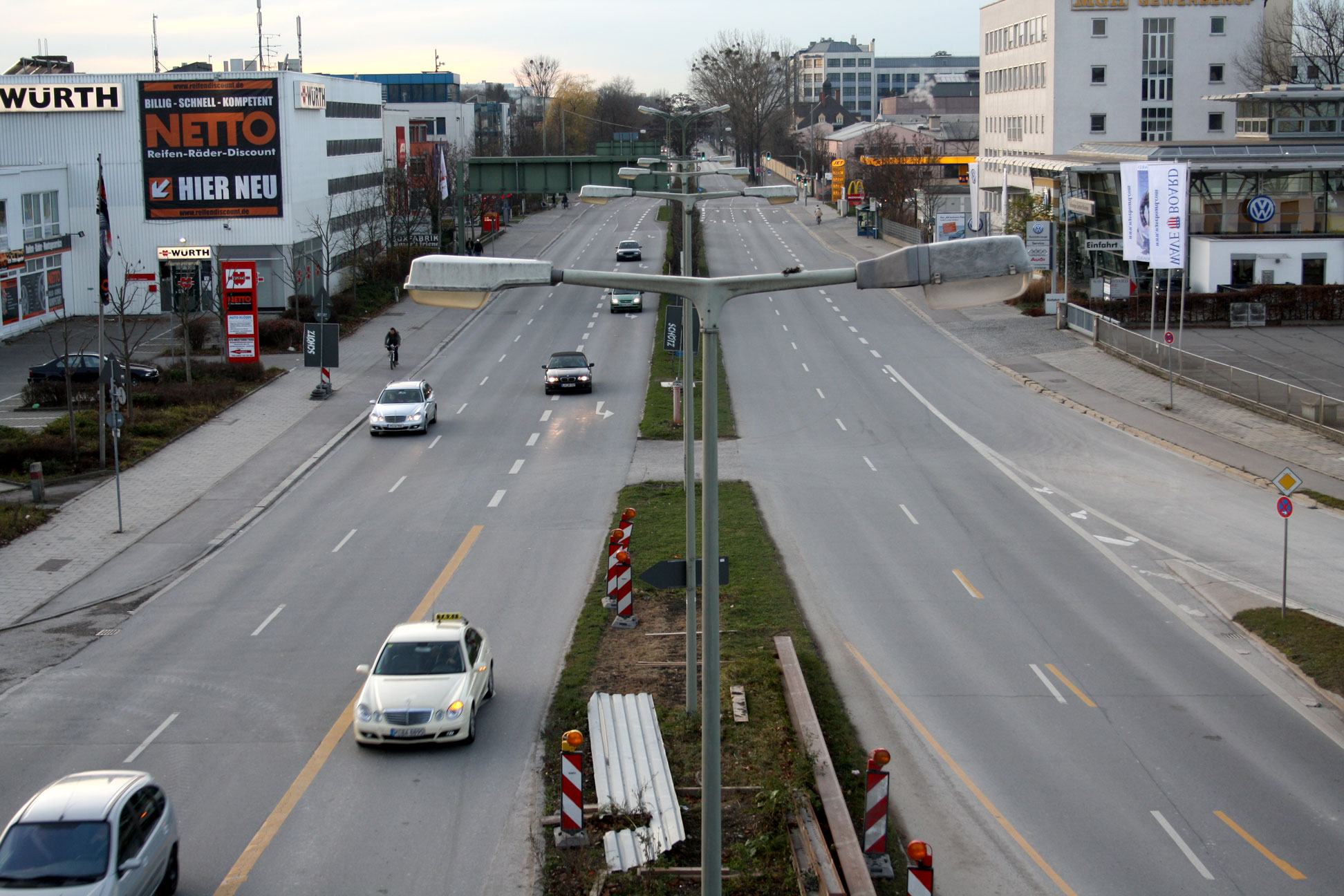
Frankfurter Ring
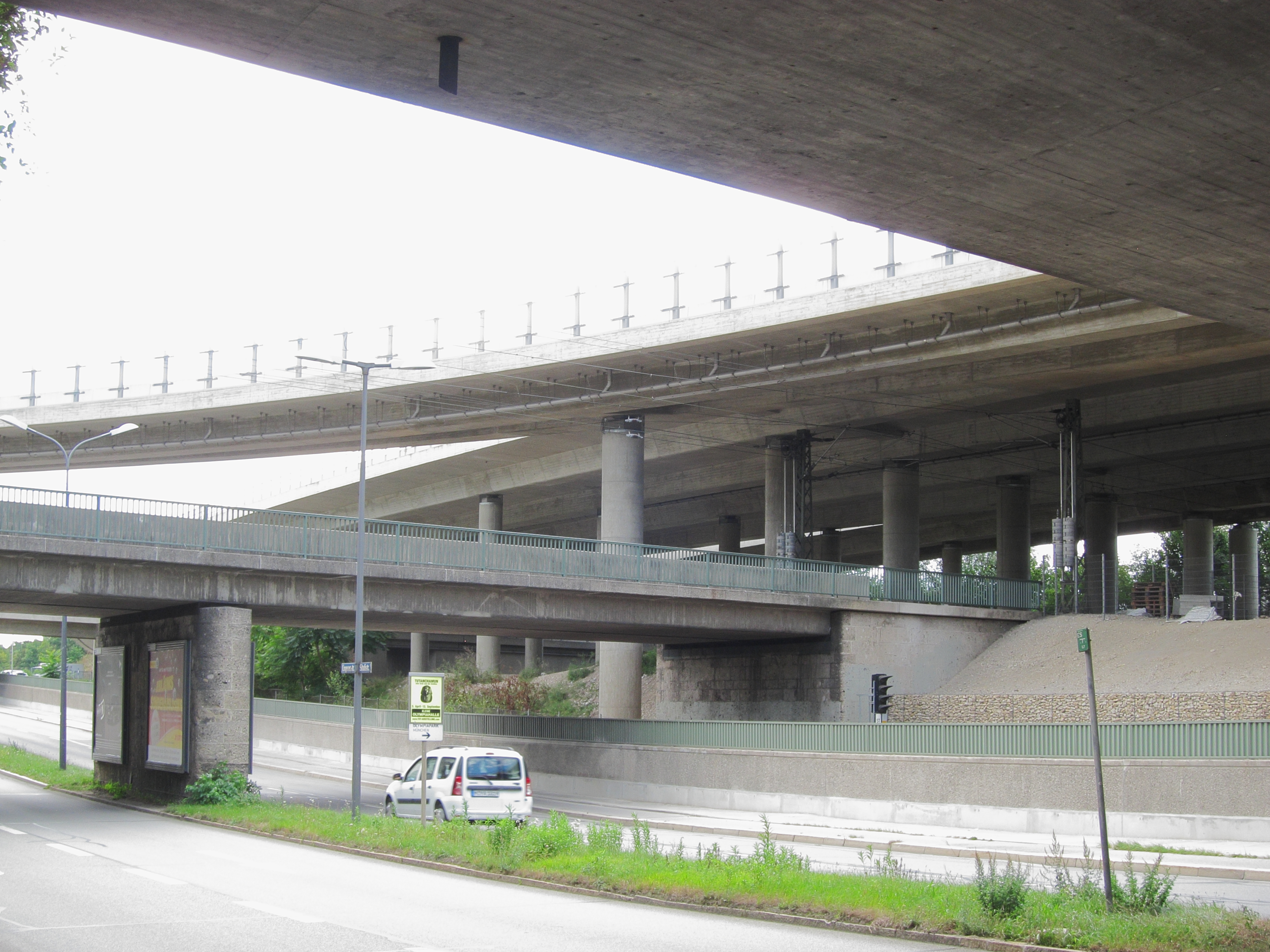
Tatzelwurm
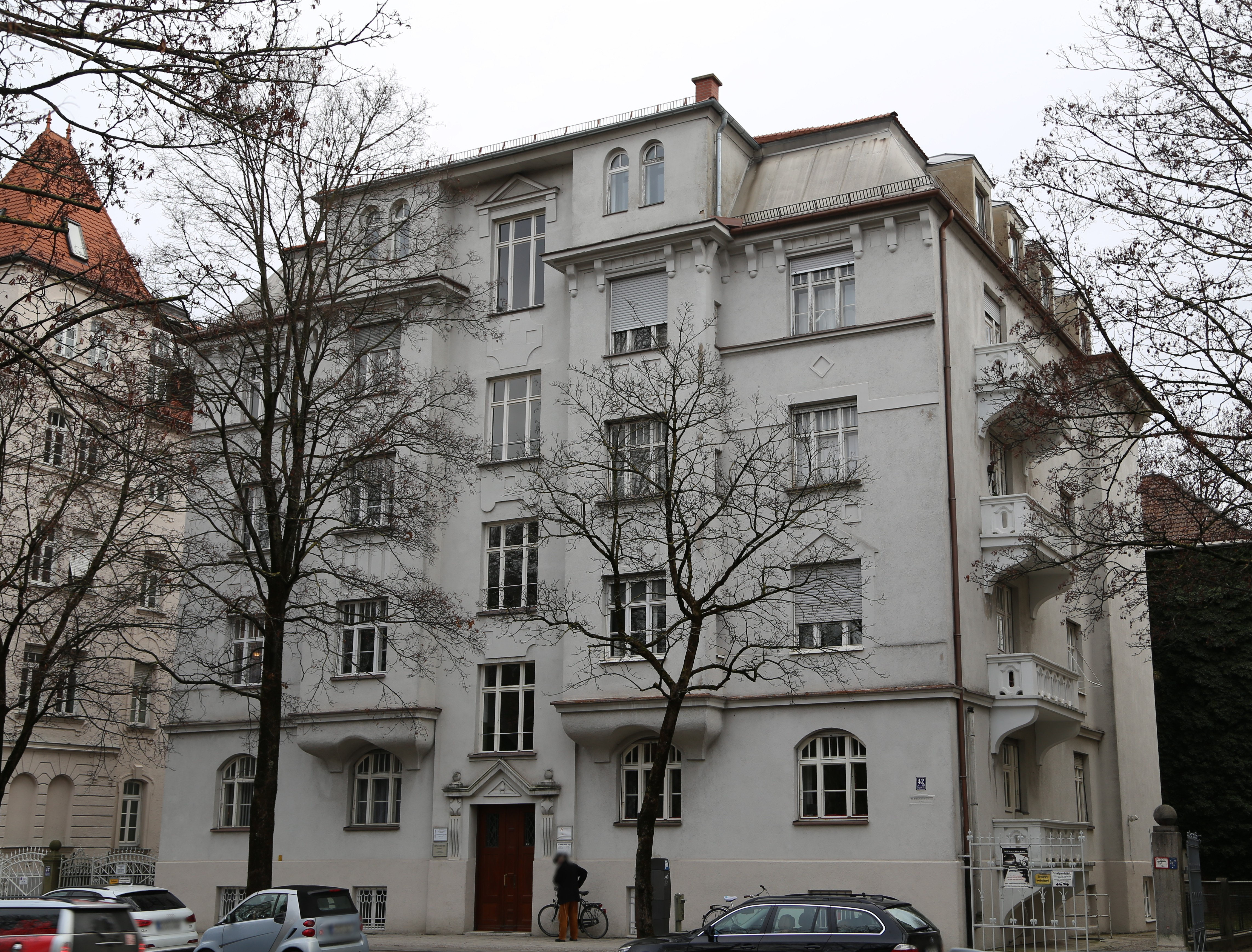
Ungererstraße 42
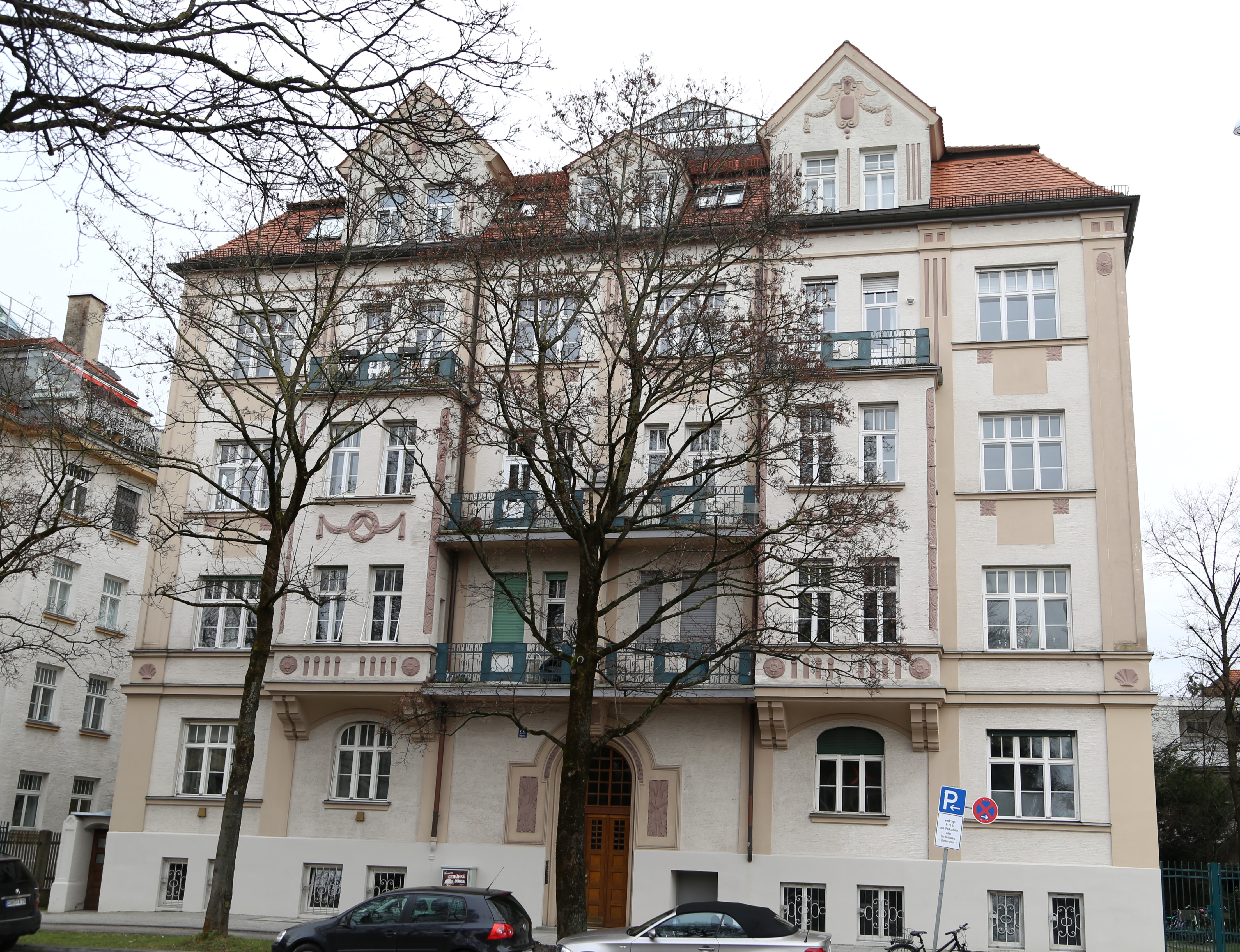
Ungererstraße 70
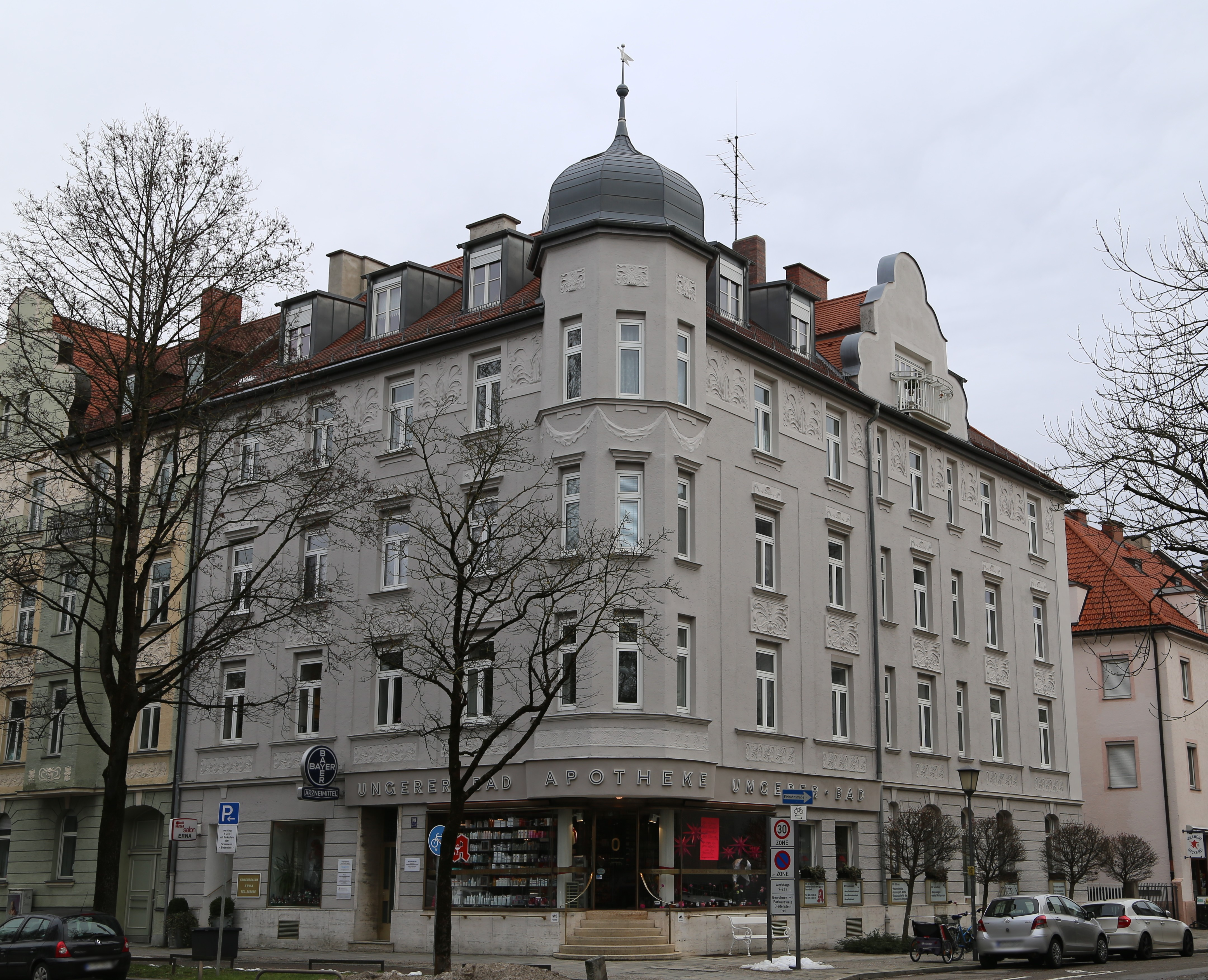
Ungererstraße 90
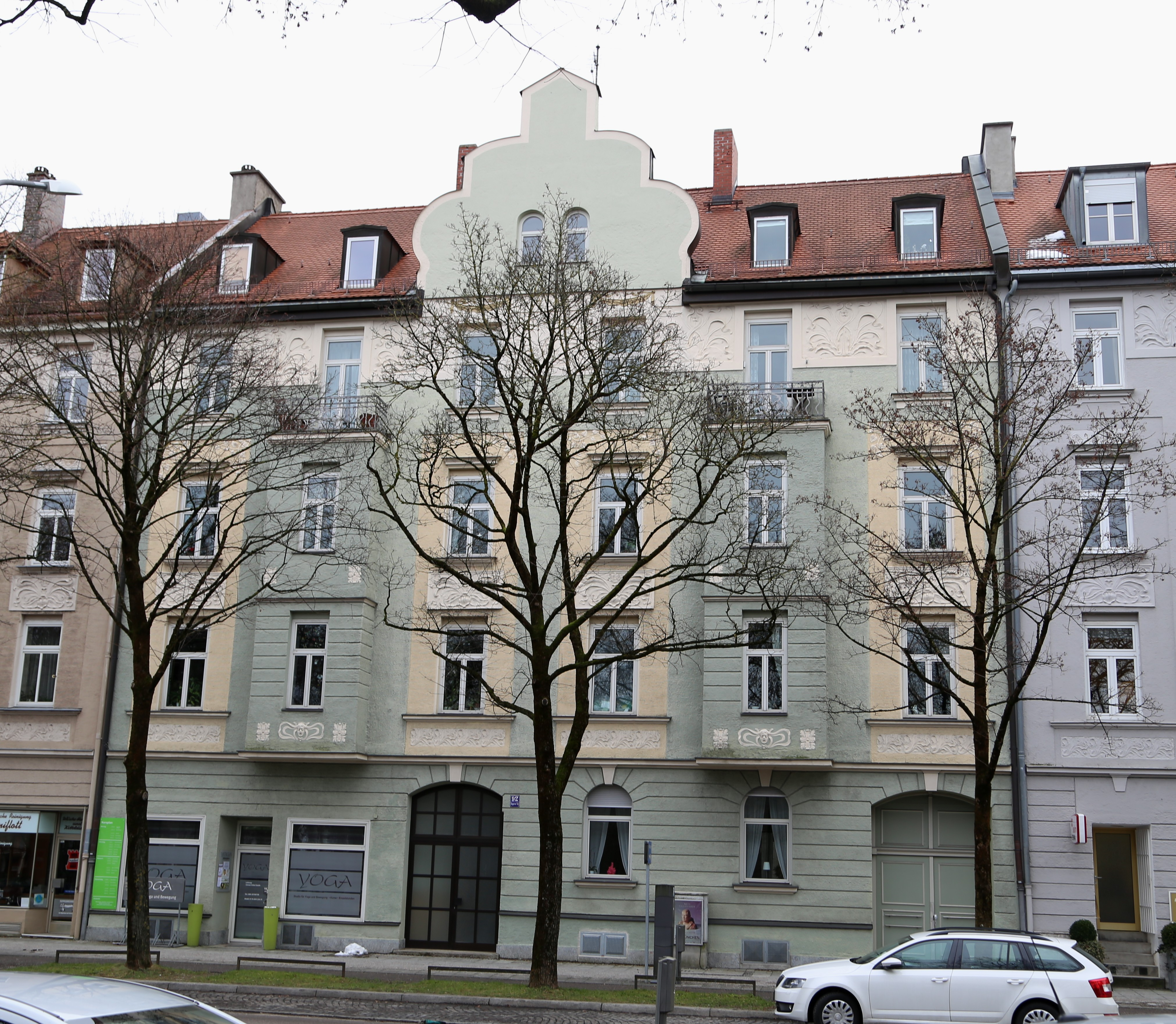
Ungererstraße 92

## Geschichte
Die Ungererstraße hieß früher Landshuter Straße und Freisinger Landstraße, bevor sie 1899 nach August Ungerer (1860–1921), dem Ingenieur und Besitzer des Ungererbads, benannt wurde.
1886 eröffnete August Ungerer in der damaligen Freisinger Landstraße die Ungererbahn, die als erste elektrische Straßenbahn in München das Schwabinger Würmbad (heute Ungererbad) mit dem Pferdebahnnetz am Schwabinger Großwirt verband. 1895 wurde die Ungererbahn durch eine neue Pferdebahnstrecke ersetzt, die auf der Freisinger Landstraße weiter bis zum Nordfriedhof führte. 1900 wurde die Straßenbahnstrecke in der Ungererstraße als letzte Münchner Pferdebahnstrecke auf elektrischen Betrieb umgestellt. 1917 wurde die Straßenbahn vom Nordfriedhof auf der Ungererstraße bis zum Frankfurter Ring verlängert. 1943 wurde der Hochbunker Ungererstraße errichtet. Im Zuge des U-Bahn-Baus wurde die ab 1935 von der Straßenbahnlinie 6 befahrene Strecke 1965 zwischen Münchner Freiheit und Schenkendorfstraße in die parallele Leopoldstraße und Berliner Straße verlegt sowie der Abschnitt vom Nordfriedhof zum Freimanner Platz stillgelegt. 1967 wurde mit dem Abschnitt von der Schenkendorfstraße zur Wendeschleife am Nordfriedhof die letzte Straßenbahnstrecke auf der Ungererstraße stillgelegt. Seit 1970 verläuft die Strecke der U-Bahn-Linie 6 bis zum U-Bahnhof Alte Heide unter der Ungererstraße und im Nordabschnitt oberirdisch parallel zur Ungererstraße.
Von 1901 bis 1949 überquerte der Gleisanschluss der Lokomotivfabrik J.A. Maffei in der Hirschau an den Bahnhof München-Schwabing die Ungererstraße südlich der Schenkendorfstraße mit einem Bahnübergang. Mit den Straßenbahngleisen war eine Gleiskreuzung vorhanden.